# St. Peter (Villnöß)

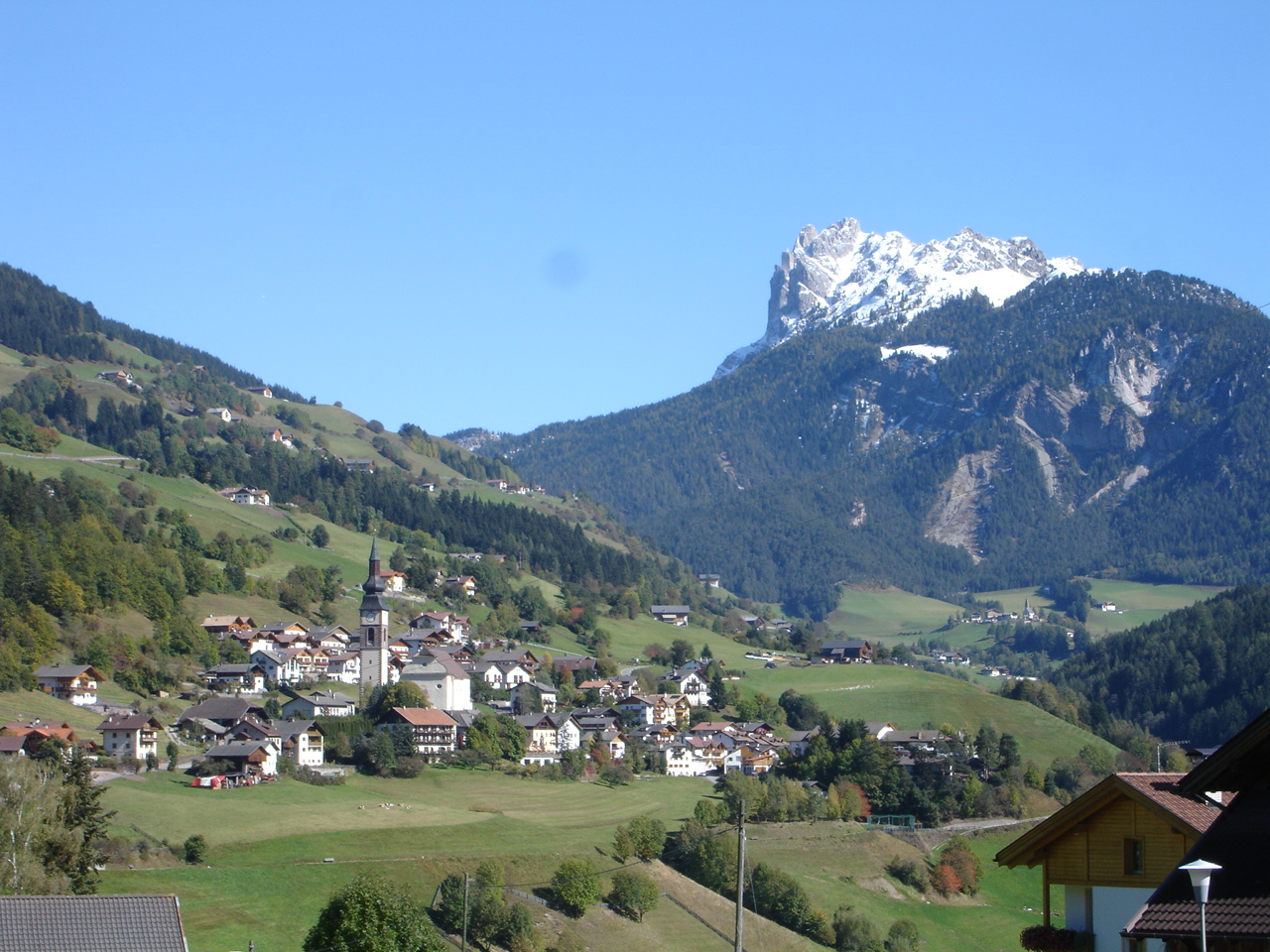
Gesamtansicht von St. Peter (Villnöß)

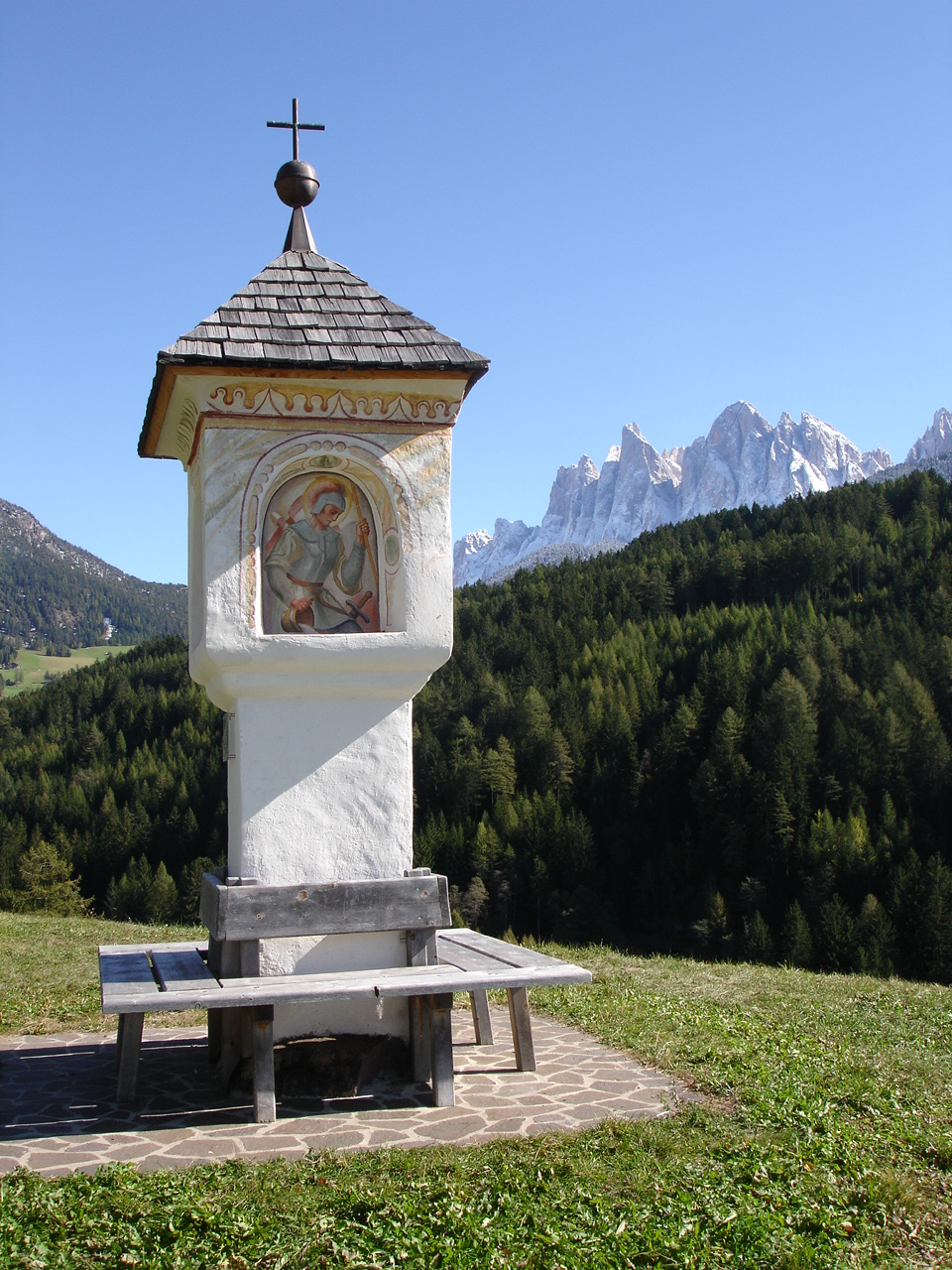
Pestbildstock am Panoramaweg

St. Peter (italienisch San Pietro) ist der Hauptort der Gemeinde Villnöß in der Bezirksgemeinschaft Eisacktal in Südtirol (Italien).

## Geschichte
Die urkundliche Ersterwähnung erfolgte 1058.

## Geografie
Das Dorf liegt auf einer Höhe von 1150 m s.l.m. etwa in der Mitte des Villnößtales und ist Ausgangspunkt zahlreicher Wanderwege. Es wird vom Eisacktal aus über eine gut ausgebaute Talstraße erreicht. Sie führt weiter über St. Magdalena bis zur Zanser Alm, an der der Naturpark Puez-Geisler beginnt. Oberhalb von St. Peter führt eine kleinere Straße über das Russiskreuz ins Aferer Tal und weiter zum Kofeljoch, zum Würzjoch und ins ladinische Gadertal. Über gut markierte Wanderwege ist auch ein Überstieg in das Grödner Tal möglich. Zu St. Peter gehört auch die auf der anderen Talseite liegende Häusergruppe Pitzak.

## Bildung
In St. Peter gibt es eine Grundschule für die deutsche Sprachgruppe.

## Sehenswürdigkeiten
- Die den Aposteln Peter und Paul geweihte Pfarrkirche wurde Ende des 18. Jahrhunderts nach Plänen des Bozner Baumeisters Matthäus Wachter errichtet und 1801 geweiht. Die Deckenmalereien im Stil des Spätbarocks schuf der Tiroler Maler Joseph Schöpf. Der Glockenturm mit der zwiebelförmigen Kuppel wurde 1897 erbaut. Er ist 65 m hoch.
- Pestbildstock am östlichen Dorfrand (Panoramaweg)